# Нотт, Джон (литератор)
Джон Нотт (англ. John Nott; 24 декабря 1751, Вустер — 23 июля 1825, Бристоль) — английский медик, переводчик и литератор.
Родился в семье Самуэля Нотта, немецкого придворного из окружения короля Георга III. Изучал хирургию в Бирмингеме у Эдмунда Гектора, затем в Лондоне у придворного хирурга Сезара Хоукинса. Значительное время провёл в путешествиях по миру, в том числе в 1783—1786 гг. как корабельный врач на судне Британской Ост-Индской компании плавал в Китай, выучив за эти три года персидский язык.
Нотту принадлежит несколько естественнонаучных публикаций. Среди них сокращённый перевод исследования Дж. Санти о химическом составе воды в термальных источниках Пизы и аналогичное исследование о горячих источниках в окрестностях Бристоля (англ. Of the Hot-Well Waters near Bristol), оба вышли в 1793 году. Нотт также составил справочник по дозировкам для лондонских аптекарей (англ. A Posologic Companion to the London Pharmacopœia; 1793, третье издание 1811) и опубликовал брошюру об эпидемии гриппа в Бристоле (1803).
В наибольшей степени, однако, Нотт известен своими литературными трудами. Он дебютировал в 1770-е гг. несколькими небольшими оригинальными поэмами, опубликованными без имени автора, а в дальнейшем переключился на переводы, главным образом с латыни. В английских переводах Нотта были изданы «Поцелуи» Иоанна Секунда (1775), сонеты Петрарки (1777, репринт 1808), оды Проперция (1782), стихотворения Катулла (комментированное двуязычное издание в двух томах, 1794—1795), первая книга поэмы Лукреция «О природе вещей» (1799), оды Горация (1803, два тома). Кроме того, в 1783 году Нотт опубликовал сборник переводов из Гафиза. В поздние годы занимался изучением английской поэзии XVI века, в 1810 г. составил сборник избранных стихотворений Роберта Геррика.
Старший брат, Сэмюэл Нотт (1740—1793) — священник, королевский капеллан. Его сын Джордж Фредерик Нотт стал продолжателем работы Джона Нотта по исследованию английской поэзии XVI века и его наследником.